# غاريت بايرنز
غاريت بايرنز (بالإنجليزية: Garrett Byrnes)‏ هو ملحن أمريكي، ولد في 30 ديسمبر 1971.